# سیارک ۲۱۶۷۰
سیارک ۲۱۶۷۰ (به انگلیسی: 21670 Kuan، نامگذاری:1999RD11) بیست و یک هزار و ششصد و هفتادمین سیارک کشف شده‌است که در ۷ سپتامبر ۱۹۹۹ کشف شد.
قدر مطلق سیارک برابر ۱۴.۱ است.